# Rebecca Breeds
Rebecca Elizabeth Breeds (Sydney, 17 giugno 1987) è un'attrice australiana conosciuta per il ruolo di Cassie Cometti nella terza stagione di Blue Water High e per quello di Ruby Buckton in Home & Away.

## Biografia

### Carriera
Breeds ha due fratelli maggiori. Frequenta la Sutherland Shire Christian School dall'asilo al decimo anno e poi la scuola di musica St Andrew's Cathedral School per l'undicesimo e il dodicesimo anno. Durante questo periodo, in cui è anche capo del club di teatro, si esibisce con il coro della scuola durante alcuni tour in America. Successivamente, studia musica per sei mesi all'università.
Inizia la sua artistica carriera apparendo in alcune pubblicità televisive e in un episodio, datato 2000, della serie Water Rats. Ottiene il primo ruolo da protagonista nel film del 2008 Newcastle. Breeds interpreta Cassie Cometti nella terza stagione di Blue Water High, ma era già apparsa nella seconda stagione nel ruolo di Tina, nel 2013 è tra le protagoniste del cinema Bollywodiano ed è la presentatrice di vari eventi, attualmente via dall'India sta registrando la serie We Are Men.
Nel 2008, entra nel cast della soap opera Home and Away nel ruolo di Ruby Buckton. A partire dal 2015 l'attrice prende parte alla terza stagione della serie televisiva The Originals interpretando la parte del vampiro Aurora de Martel.

### Vita privata
A maggio 2012, Breeds ha annunciato il fidanzamento con il collega di Home and Away Luke Mitchell, dopo una relazione di tre anni. La coppia si è sposata a gennaio 2013.

## Filmografia

### Cinema
- Newcastle, regia di Dan Castle (2008)
- Scent, regia di Kain O'Keeffe – cortometraggio (2011)
- Bhaag Milkha Bhaag, regia di Rakeysh Omprakash Mehra (2013)
- Three Summers, regia di Ben Elton (2016)
- Threesome, regia di Matt Ratner – cortometraggio (2017)
- Slam, regia di Partho Sen-Gupta (2018)

### Televisione
- Water Rats – serie TV, episodio 5x12 (2000)
- Blue Water High – serie TV, 27 episodi (2006-2008)
- Home and Away – serial TV (2008-2012)
- We Are Men – serie TV, 11 episodi (2013]
- The Originals – serie TV, 18 episodi (2015-2017)
- Pretty Little Liars – serie TV, 6 episodi (2015-2017)
- Molly, regia di Kevin Carlin – miniserie TV (2016)
- Notorious – serie TV, episodio 1x10 (2016)
- The Code – serie TV, episodi 1x05-1x10 (2019)
- Clarice – miniserie TV (2021)
- Legacies – serie TV 10 episodi (2021-2022)

## Premi e candidature
- 2009 - Logie Awards
  - Nomination Most Popular New Female Talent (Home and Away)[7]
- 2010 - Logie Awards
  - Nomination Most Popular Actress (Home and Away)[8]

## Doppiatrici italiane
Nelle versioni in italiano dei suoi film, Rebeca Breeds è stata doppiata da:
- Benedetta Degli Innocenti in The Originals, Legacies
- Francesca Manicone in Pretty Little Liars
- Ughetta D'Onorascenzo in Clarice
- Monica Vulcano in Blue Water High